# Калач
Кала́ч (кола́ч, вероятно от  *kolo — «колесо, круг») — пшеничный хлеб обычно в виде кольца с небольшим отверстием или в форме замка с дужкой, также белый пшеничный хлеб вообще.
В центральной и северной России калач — род высококачественного белого хлеба из муки высшего сорта, выпекаемый в специфической форме, наподобие гири (с массивной нижней частью и «ручкой» над ней). Южнорусский калач имеет, как и бублик, торообразную форму. У восточных и южных славян — круглый белый хлеб; у западных славян так называли любой обрядовый хлеб, в том числе свадебный каравай.
В Трансильвании существует также выпечка кюртёшкалач. Но она больше похожа на трдельник, а не на калач в русском или украинском понимании. Кто печёт калачи, ими торгует — Кала́чник (м.) Кала́чница (ж.). Пекарня, калачный курень, изба для печенья калачей на продажу — Кала́чня (ж.).

## История калачного производства в России

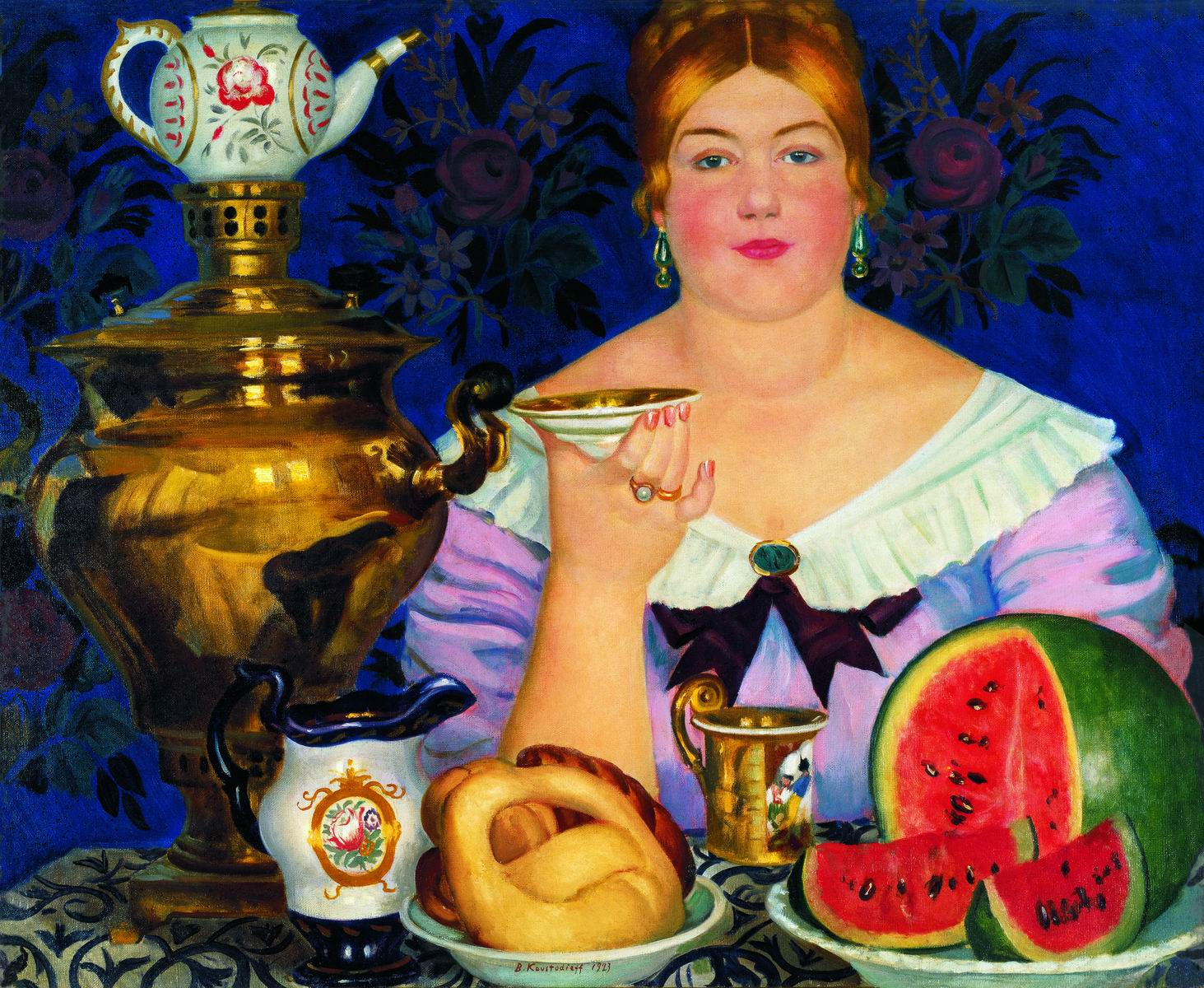
Муромский калач на картине Б. Кустодиева «Купчиха, пьющая чай» (1923)

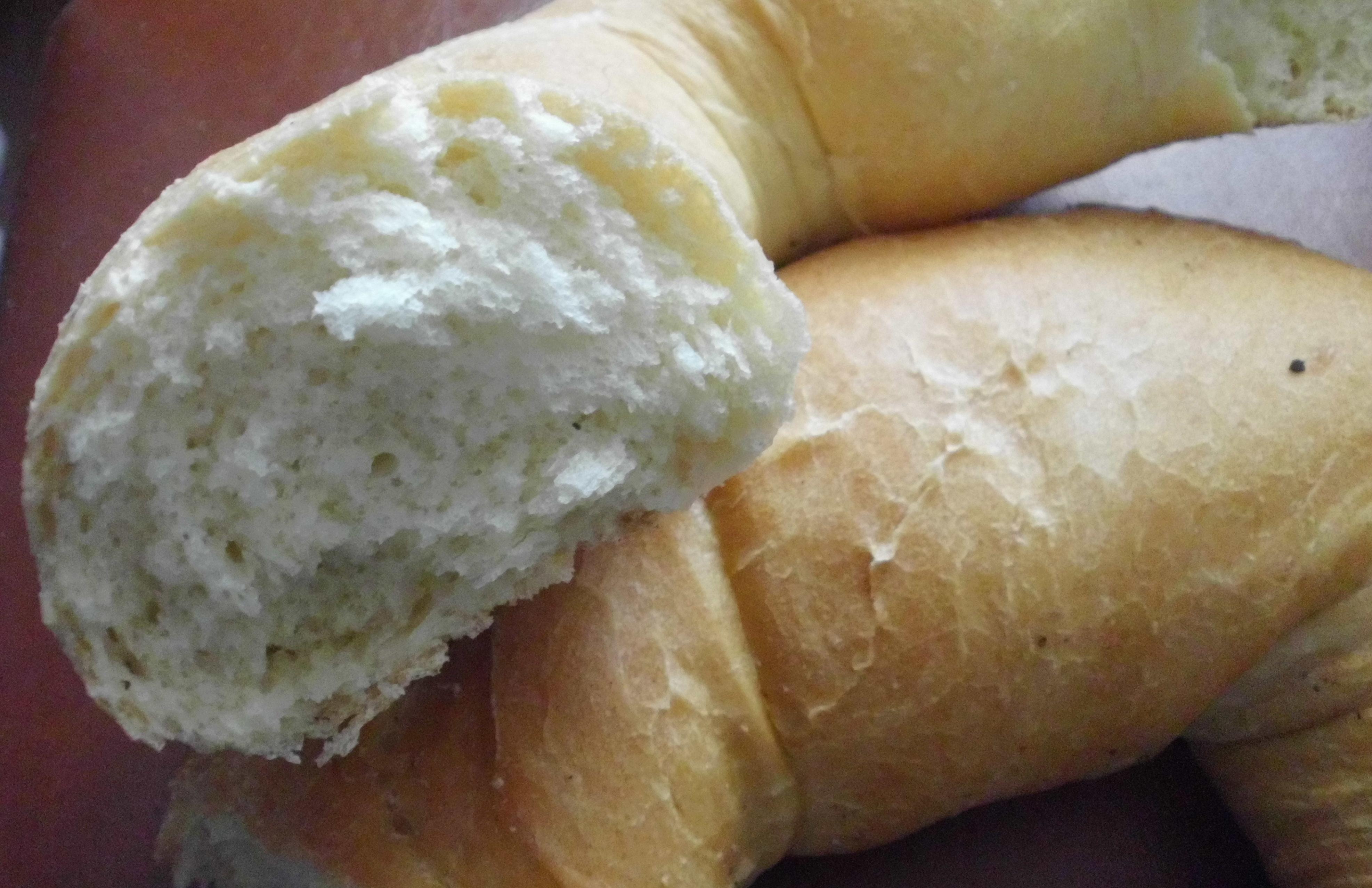
Внутренняя структура калача на изломе

Калачи упомянуты ещё в «Домострое» (XVI век). Пекли из пшеничной муки, ценой в деньгу, две деньги, в грош и в алтын. В XVII веке изготовление калачей контролировала власть, подьячим было поручено наблюдать, чтобы калашники пекли калачи установленного веса. Так в Москве была образована Калашная слобода и сохранился Калашный переулок.
В пореформенное время во второй половине XIX — начале XX веков, когда города России постепенно превращались в промышленные центры, значительная доля самодеятельного населения занималась ремеслом — мелким производством. На изготовлении калачей в это время специализировались калачники. О быте калачников рассказывает частный коломенский музей «Калачная» (открылся 22 сентября 2013 года).
Характерна в данном контексте судьба калачного производства. Если калач традиционно выделяли как продукт самого высокого качества, то в условиях большей доступности других изделий из белой муки калач теряет особость. Тем более, что его начинают успешно выпекать булочники, а узкие специалисты-калачники терпят убыток. Поэтому неудивительно, что кратковременное увеличение числа калачников (1871—1877 годы с 7 до 15 мастеров) сменилось к 1884 году их заметным сокращением до 3 мастеров и минимальным присутствием на рынке в 1909 году. Примерно то же происходит в производстве баранок и саек.
Советская хлебобулочная промышленность калачи выпускала массово до 1960-х годов, позднее объёмы выпуска калачей постоянно сокращали, а к концу советского периода их промышленный выпуск был свёрнут. В Москве их пекли на 16-м хлебозаводе до его закрытия. Из вспоминаний Т. Баньковской (дев. Гавриловой, 1913—2006):
Русский простонародный калач! Ржаной, пшеничный, крупчатый – был столетиями у народа в почёте, едали, знали его вкус! После Второй мировой войны русский калач в немилости, пропал, не стали его выпекать, молодому поколению и на погляд не осталось. Булки хлеба выпекаются – «кирпичи», караваи, булочки, сушки, калач обойдён, нет в продаже калача. А народ любил это немудреное печево, в каждом доме и избе без калача не мыслили! К чаю с молоком в дорогу, в подарок. Калач имеет русский колорит. Бывало бабушка выпечет калачи, само собой, в русской печи, наздевает их на ухват, и в кладовку, один конец на одну полку, другой – на другую противоположную, аромат! Подпрыгнешь, сорвёшь и в рот… То-то радость детям! Вернись, калач!

## Калачи гиревидные и кольцевидные

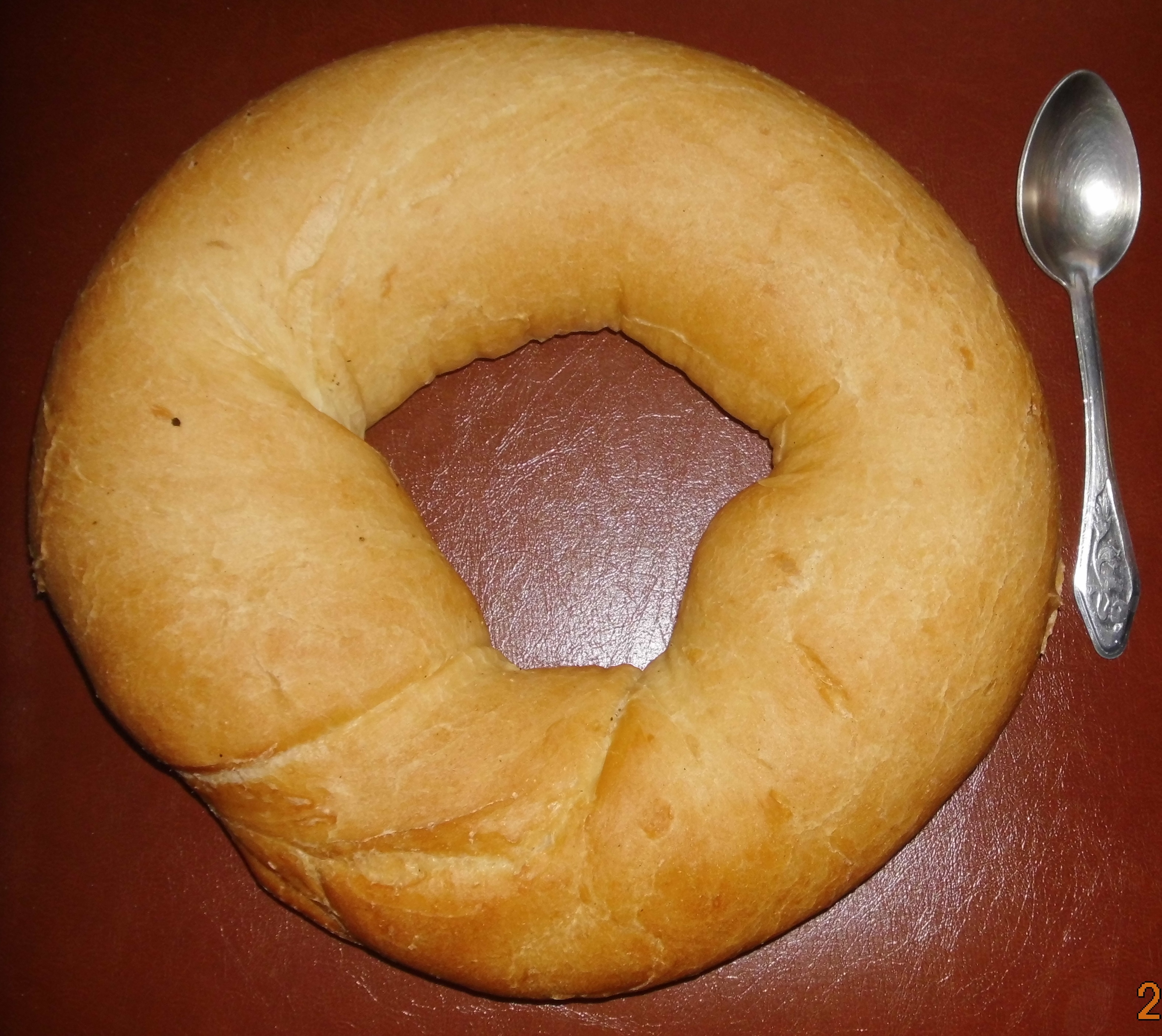
Кольцевидный калач (чайная ложка для сравнения размеров)

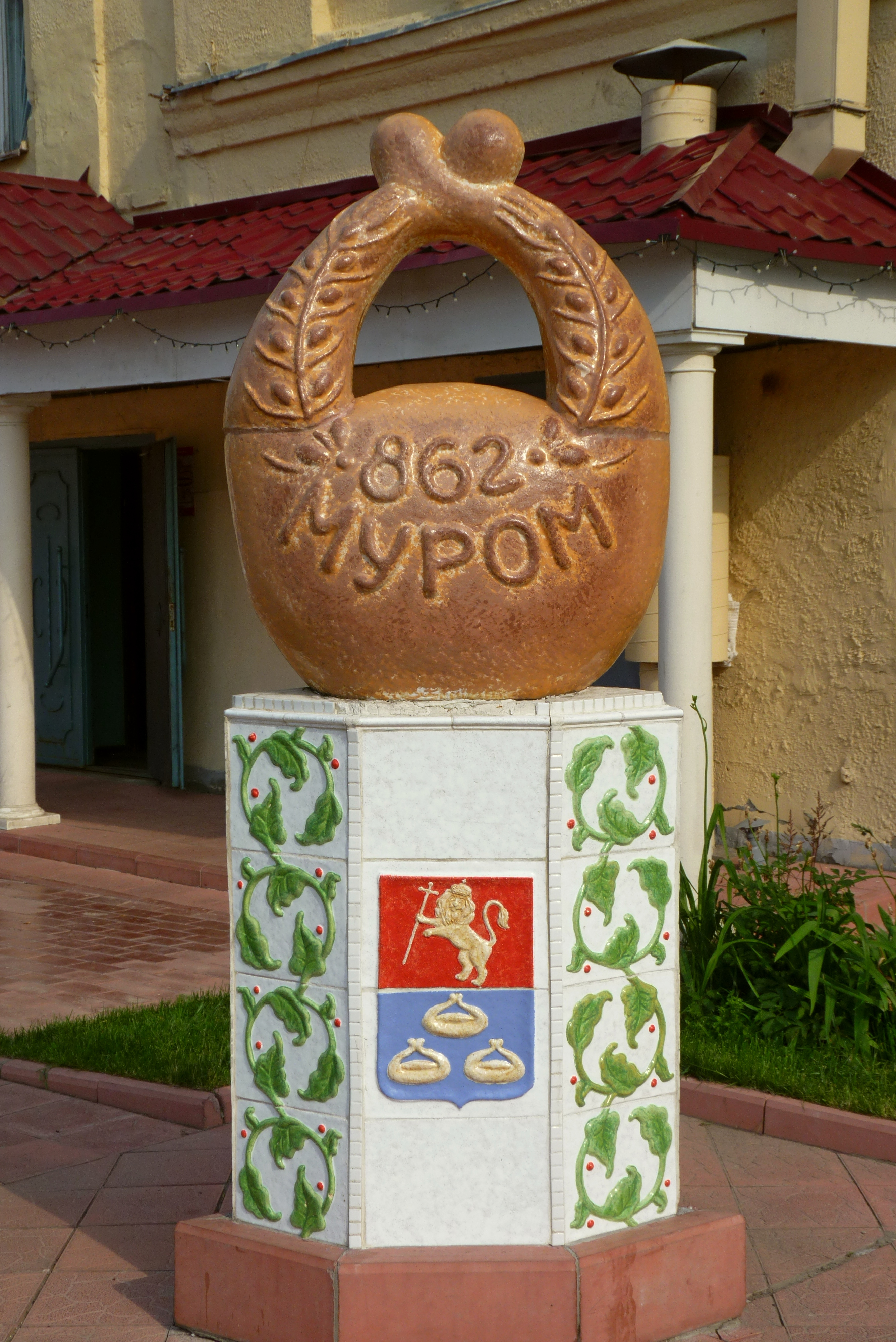
Памятник муромскому гиревидному калачу

Более вероятно, что как гиревидная, так и кольцевидная формы калачей — объяснимы методами их хранения, калачи пекли редко (в крестьянском быту — 1-2 раза в год) и в больших количествах. Готовые калачи нанизывали на шесты и подвешивали под потолком избы. Таким образом калачи, с одной стороны, были защищены от порчи мышами, с другой стороны, засыхали не плесневея и долго сохранялись в виде сухарей, которые снимали с шестов и съедали по мере надобности.
После выхода из широкого обихода «гиревидных» калачей по всей территории России распространилось южнорусское понимание калача как кольцевидного плетёного сдобного хлеба (кренделя).

## Тёртые калачи
Гиревидные калачи в старину встречались различных сортов («тёртые» и коврижчатые, мягкие). Тёртый калач изображён на гербе города Мурома — одного из крупнейших и старейших центров калачного производства. Муромский калач делали из ситного теста (пропущенного не через решето, а через сито). Главная особенность теста для муромского калача — это его скважистость, тесто долго мяли («тёрли») руками на льду, благодаря чему не испарялся содержащийся в нём углекислый газ и изделие получалось пористым, с большими пустотами внутри. Благодаря тесту возникло второе название муромского калача — «тёртый».

### Устойчивое выражение
«Тёртый калач» — в русском языке определение человека, имеющего жизненный опыт, которого так просто не обманешь; человек, который «себе на уме», не «простак».

## Музей калачного дела
- В подмосковном городе Коломна находится Музей «Калачная», где выпекают калачи по рецепту XIV века.